# Nowy Dwór koło Ornety
Nowy Dwór koło Ornety – przystanek osobowy w Nowym Dworze na linii kolejowej nr 221 Olsztyn Gutkowo – Braniewo, w województwie warmińsko-mazurskim.
Przystanek został wybudowany w ramach modernizacji linii kolejowej nr 221 trwającej w latach 2021–2023, a jego otwarcie nastąpiło 10 grudnia 2023 roku.

## Ruch pasażerski
| Rok  | Wymiana pasażerska na dobę |
| ---- | -------------------------- |
| 2023 | 0-9                        |